# Campeonato Francês de Patinação Artística no Gelo de 2014
O Campeonato Francês de Patinação Artística no Gelo de 2014 foi a nonagésima oitava edição do Campeonato Francês de Patinação Artística no Gelo, um evento anual de patinação artística no gelo onde os patinadores artísticos competem pelo título de campeão francês. A competição foi disputada entre os dias 18 de dezembro e 21 de dezembro de 2014, na cidade de Megève, Auvérnia-Ródano-Alpes. 

## Eventos
- Individual masculino
- Individual feminino
- Duplas
- Dança no gelo

## Medalhistas
| Evento                        | Ouro                                  | Prata                              | Bronze                             |
| Individual masculino detalhes | Florent Amodio                        | Romain Ponsart                     | Chafik Besseghier                  |
| Individual feminino detalhes  | Maé Bérénice Méité                    | Laurine Lecavelier                 | Léa Serna                          |
| Duplas detalhes               | Vanessa James Morgan Ciprès           | Daria Popova Andreï Novoselov      | nenhum outro competidor            |
| Dança no gelo detalhes        | Gabriella Papadakis Guillaume Cizeron | Marie-Jade Lauriault Romain Le Gac | Péroline Ojardias Michael Bramante |
| Sincronizada detalhes         | Les Zoulous                           | Les Atlantides                     | nenhum outro competidor            |

## Resultados

### Individual masculino
| Pos.              | Nome              | Pontos | PC         | PL         |
| ----------------- | ----------------- | ------ | ---------- | ---------- |
| Medalha de ouro   | Florent Amodio    | 214.73 | 75.61 (1)  | 139.12 (1) |
| Medalha de prata  | Romain Ponsart    | 209.45 | 72.32 (2)  | 137.13 (2) |
| Medalha de bronze | Chafik Besseghier | 197.72 | 69.17 (3)  | 128.55 (4) |
| 4                 | Simon Hocquaux    | 191.58 | 62.12 (5)  | 129.46 (3) |
| 5                 | Kevin Aymoz       | 188.65 | 65.95 (4)  | 122.70 (5) |
| 6                 | Adrien Tesson     | 160.17 | 49.08 (8)  | 111.09 (6) |
| 7                 | Daniel Naurits    | 153.89 | 53.95 (6)  | 99.94 (7)  |
| 8                 | Gaylord Lavoisier | 150.35 | 53.65 (7)  | 96.70 (8)  |
| 9                 | Luc Economides    | 118.84 | 45.73 (9)  | 73.11 (9)  |
| WD                | Florian Lejeune   | —      | 44.60 (10) | — (WD)     |

### Individual feminino
| Pos.              | Nome               | Pontos | PC         | PL         |
| ----------------- | ------------------ | ------ | ---------- | ---------- |
| Medalha de ouro   | Maé-Bérénice Meité | 163.14 | 60.30 (1)  | 102.84 (1) |
| Medalha de prata  | Laurine Lecavelier | 148.42 | 49.17 (3)  | 99.25 (2)  |
| Medalha de bronze | Léa Serna          | 148.12 | 52.95 (2)  | 95.17 (3)  |
| 4                 | Pauline Wanner     | 135.85 | 46.49 (5)  | 89.36 (5)  |
| 5                 | Cassandra Perotin  | 134.72 | 47.21 (4)  | 87.51 (7)  |
| 6                 | Anaïs Ventard      | 132.82 | 42.22 (8)  | 90.60 (4)  |
| 7                 | Alizée Crozet      | 131.41 | 43.49 (7)  | 87.92 (6)  |
| 8                 | Nadjma Mahamoud    | 120.66 | 40.01 (10) | 80.65 (8)  |
| 9                 | Marina Popov       | 118.77 | 45.36 (6)  | 73.41 (10) |
| 10                | Julie Froetscher   | 117.36 | 41.38 (9)  | 75.98 (9)  |

### Duplas
| Pos.             | Nome                            | Pontos | PC        | PL         |
| ---------------- | ------------------------------- | ------ | --------- | ---------- |
| Medalha de ouro  | Vanessa James / Morgan Ciprès   | 171.52 | 59.40 (1) | 112.12 (1) |
| Medalha de prata | Daria Popova / Andreï Novoselov | 134.21 | 48.08 (2) | 86.13 (2)  |

### Dança no gelo
| Pos.              | Nome                                    | Pontos | PC        | PL         |
| ----------------- | --------------------------------------- | ------ | --------- | ---------- |
| Medalha de ouro   | Gabriella Papadakis / Guillaume Cizeron | 181.23 | 71.40 (1) | 109.83 (1) |
| Medalha de prata  | Marie-Jade Lauriault / Romain Le Gac    | 116.55 | 45.18 (3) | 71.37 (2)  |
| Medalha de bronze | Péroline Ojardias / Michael Bramante    | 115.24 | 45.24 (2) | 70.00 (3)  |
| 4                 | Lorenza Alessandrini / Pierre Souquet   | 108.08 | 44.55 (4) | 63.53 (5)  |
| 5                 | Laureline Aubry / Kévin Bellingard      | 102.49 | 38.95 (5) | 63.54 (4)  |

### Patinação sincronizada
| Pos.             | Nome           | Pontos | PC        | PL        |
| ---------------- | -------------- | ------ | --------- | --------- |
| Medalha de ouro  | Les Zoulous    | 136.28 | 44.88 (1) | 91.40 (1) |
| Medalha de prata | Les Atlantides | 106.47 | 34.15 (2) | 72.32 (2) |